# Anna Ivanovna Korsačova
Anna Ivanovna Korsačova, (russo: Анна Ивановна Коновницына) (10 febbraio 1769 – San Pietroburgo, 23 gennaio 1843), è stata una nobildonna russa.

## Biografia
Era la figlia di Ivan Korsačov, e di sua moglie, Agatha Grigorevna Konovnicyna. Anna, insieme ai suoi fratelli e sorelle, è stata educata in casa.

## Matrimonio
Sposò, il 17 aprile 1801, Pëtr Petrovič Konovnicyn (1764-1822), l'unico figlio di Pëtr Petrovič Konovnicyn. Ebbero cinque figli:
- Elizaveta Petrovna (1802-1867);
- Pëtr Petrovič (1803-1830);
- Ivan Petrovič (1806-1867);
- Grigorij Petrovič (1809-1846);
- Aleksej Petrovič (1812-1852).

Trascorsero i primi anni di matrimonio nella sua piccola tenuta di Kyarov, nella provincia di San Pietroburgo, che Anna aveva portato in dote. Si dedicò alla cura dei figli e del marito ed era felice nella sua vita familiare. Nel 1806 si trasferirono a San Pietroburgo e nel 1807, suo marito ritornò al servizio militare. Con l'inizio della Guerra del 1812, la coppia fu costretta a lasciarsi. Si mandavano tre lettere al giorno, nonostante tutte le vicissitudini della guerra. Si occupò, persino, di inviargli tutti i medicinali di cui aveva bisogno.
Nel 1815 suo marito venne nominato ministro della guerra, nel 1817 generale di fanteria, nel 1819 venne elevato al il titolo di conte e nominato direttore capo delle scuole militari.
Il 22 agosto 1822 suo marito morì.

## Ultimi anni e morte
Dopo la morte del marito, Anna stabilì la sua residenza nella tenuta fuori San Pietroburgo. Nel 1825 i suoi due figli maggiori vennero condannati nel caso dei decabristi.
Morì il 23 gennaio 1843 a San Pietroburgo. Fu sepolta accanto al marito nella tenuta a Kyarov.